# Alexander Melamid
Alexander Melamid (ryska: Алекса́ндр Дани́лович Мелами́д), född 14 juli 1945 i Moskva, är en rysk konceptuell konstnär och performanceartist.